# Anathem
Anathem este un roman de ficțiune speculativă scris de Neal Stephenson și publicat în 2008. Printre temele principale ale romanului se numără interpretarea multiple-lumi din mecanica cuantică și dezbaterea filozofică dintre  realismul platonic și nominalism. În 2009 a primit Premiul Locus pentru cel mai bun roman science-fiction.

## Prezentare
Anathem are loc pe și în jurul planetei Arbre. Cu mii de ani înainte de evenimentele din roman, civilizația de pe această planetă a fost în pragul colapsului. Intelectualii au format abații, asemănătoare comunităților monahale dar axate pe eforturile intelectuale mai degrabă decât practica religioasă.  Avout sunt intelectualii care trăiesc sub jurăminte fiind separați de societatea Sæcular, fraa (derivat din latinescul frater) pentru bărbații avout și suur (derivat din latinescul soror) pentru femeile avout. Aceștia mențin accesul extrem de limitat la instrumente și le este interzis să posede sau să exploateze o tehnologie mai avansată (la un nivel dincolo de hârtie și pix) si sunt supravegheați de către Inchiziție, cea care răspunde lumii exterioare (cunoscută sub numele de Sæcular Power). Intelectualilor avout le este interzis să comunice cu persoane din afara zidurilor abației excepție fiind perioada Apert, o datină care are loc timp de 10 zile o singură dată în fiecare an, deceniu, secol, mileniu sau, în funcție de frecvența cu care unui anumit grup de avout îi este permis să interacționează cu lumea Sæcular. Abațiile sunt, prin urmare, greu de schimbat - spre deosebire de restul celor de pe planeta Arbre, care trec prin mai multe cicluri de creșteri și prăbușiri.

## Personaje
- Erasmas (poreclă "Raz"): Protagonistul din Anathem
- Orolo
- Arsibalt
- Lio
- Jesry
- Ala
- Jad
- Cord
- Sammann:
- Yulassetar Crade (poreclă "Yul")
- Jules Verne Durand

## Legături externe
- Anathem on Stephenson's website.
- Anathem at Worlds Without End
- Stephenson discusses Anathem at Google, September 2008
- Analysis of Anathem on Lit React Arhivat în 4 martie 2016, la Wayback Machine.